# Glade Spring
Glade Spring is een plaats (town) in de Amerikaanse staat Virginia, en valt bestuurlijk gezien onder Washington County.

## Demografie
Bij de volkstelling in 2000 werd het aantal inwoners vastgesteld op 1374.
In 2006 is het aantal inwoners door het United States Census Bureau geschat op 1521, een stijging van 147 (10,7%).

## Geografie
Volgens het United States Census Bureau beslaat de plaats een oppervlakte van
3,3 km², geheel bestaande uit land. Glade Spring ligt op ongeveer 654 m boven zeeniveau.

## Plaatsen in de nabije omgeving
De onderstaande figuur toont nabijgelegen plaatsen in een straal van 20 km rond Glade Spring.